# GMT900
GMT900 — автомобильная платформа американской корпорации General Motors для полноразмерных внедорожников и пикапов.

## Описание
Впервые платформа GMT900 была представлена в 2006 году на Североамериканском международном автосалоне в качестве замены GMT800. Первым автомобилем на платформе GMT900 стал Chevrolet Tahoe.
GMT900 называли «пропуском Хейл Мэри» для корпорации General Motors — компания нуждалась в доходах, чтобы обеспечить свою финансовую состоятельность. До 2005 года ресурсы компании были сосредоточены исключительно на разработке GMT900. В связи со скачком цен на бензин в 2005 году некоторые аналитики усомнились в целесообразности «ставки на компанию» на линейку больших грузовиков. Первоначально продажи были оживлёнными, но позже упали, поскольку рынок перешел к более экономичным автомобилям с цельным кузовом.
Платформа GMT900 оснащена электронной системой контроля устойчивости. Первоначально планировалось устанавливать заднюю независимую подвеску «I-Ride», однако планы не были осуществлены.
Производство Tahoe началось в Арлингтоне 1 декабря 2005 года, на 6 недель раньше запланированного срока. Производство версий SWB началось в Джейнсвилле в начале января 2006 года. Производство пикапов с длинной колёсной базой (Suburban/Yukon XL) началось в Джейнсвилле и в Силао в марте 2006 года. Производство Avalanche было организовано в Силао. Производство Cadillac Escalade началось в марте 2006 года: сборка версии ESV была организована в Арлингтоне, а версии EXT — в Силао.
Внедорожники начали появляться у дилеров в январе 2006 года. Первоначально продажи превзошли ожидания, но к 2008 году корпорация General Motors объявила о значительном сокращении производства. GM закрыла завод по производству внедорожников в Джейнсвилле, консолидировав производство внедорожников в Арлингтоне.
Пикапы Silverado и Sierra начали выпускаться в конце 2006 года. На платформе GMT900 также планировалось производство Hummer H2, однако проект был отменён.
Из-за продолжительного спада продаж полноразмерных пикапов и внедорожников в США (снижение на 30% за первые девять месяцев 2008 года) корпорация General Motors отменила производство следующего поколения пикапов CXX в мае 2008 года. Автомобильная пресса предположила, что некоторые модели внедорожников GMT900 могут перейти на платформу GM Lambda.
14 января 2010 года было объявлено о возобновлении производства пикапов и внедорожников на платформе GMT900.

## Применения

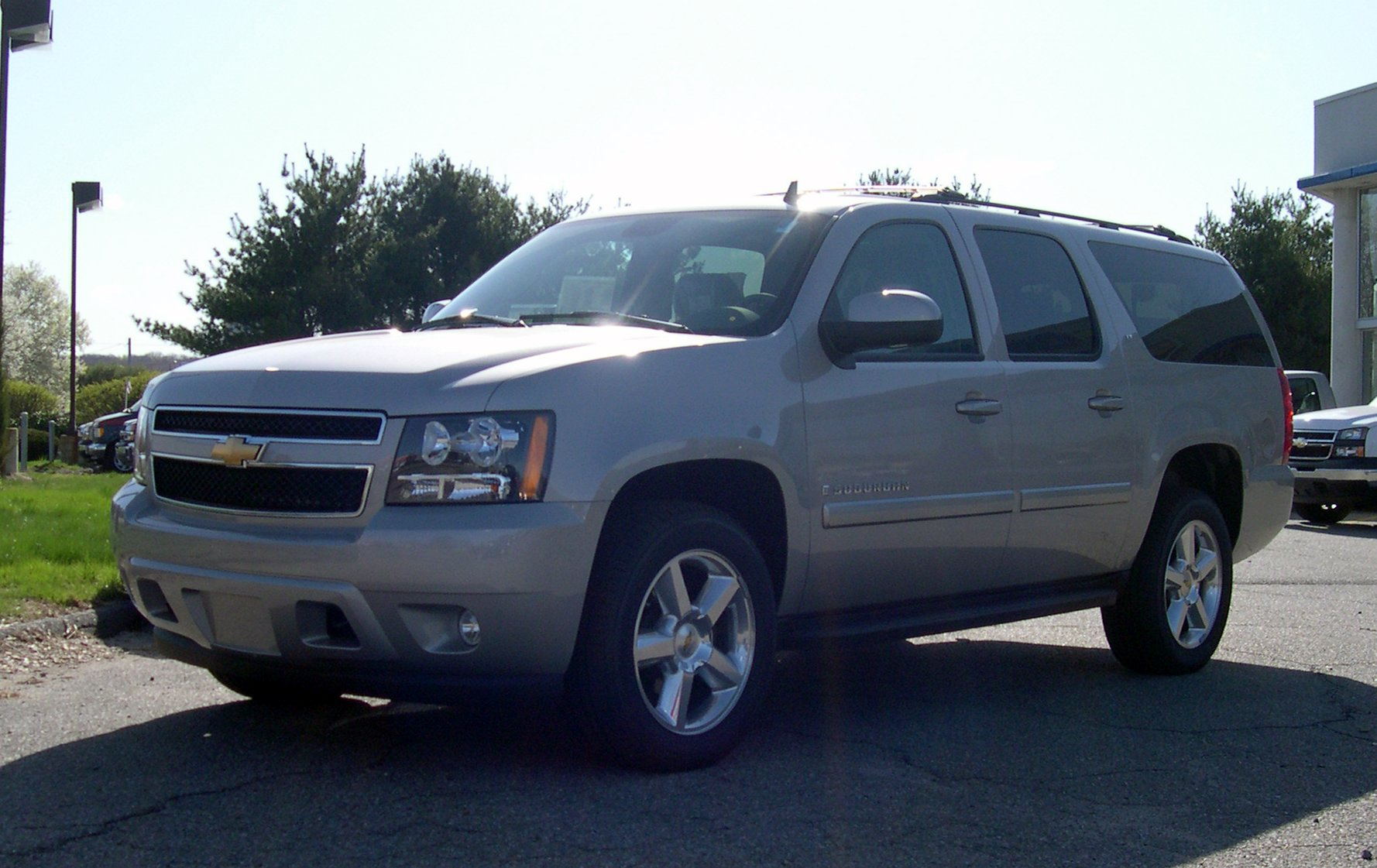
2007 Chevrolet Suburban
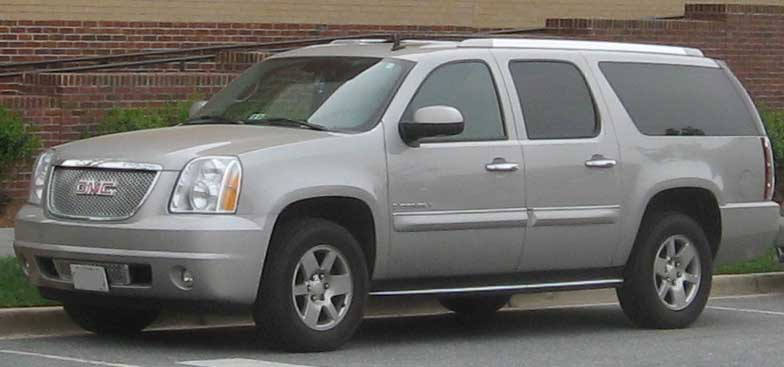
2007 GMC Yukon XL
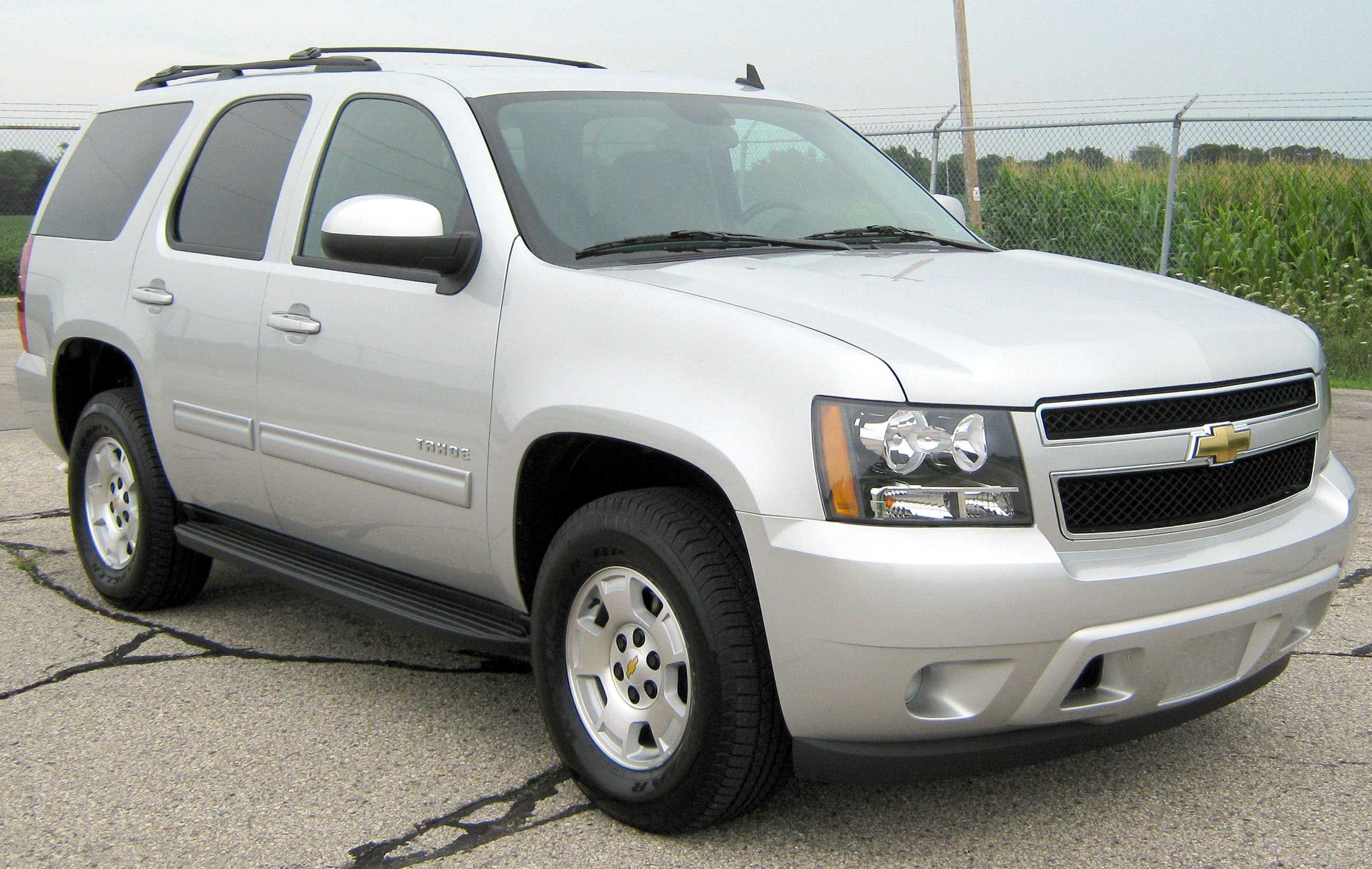
2011 Chevrolet Tahoe
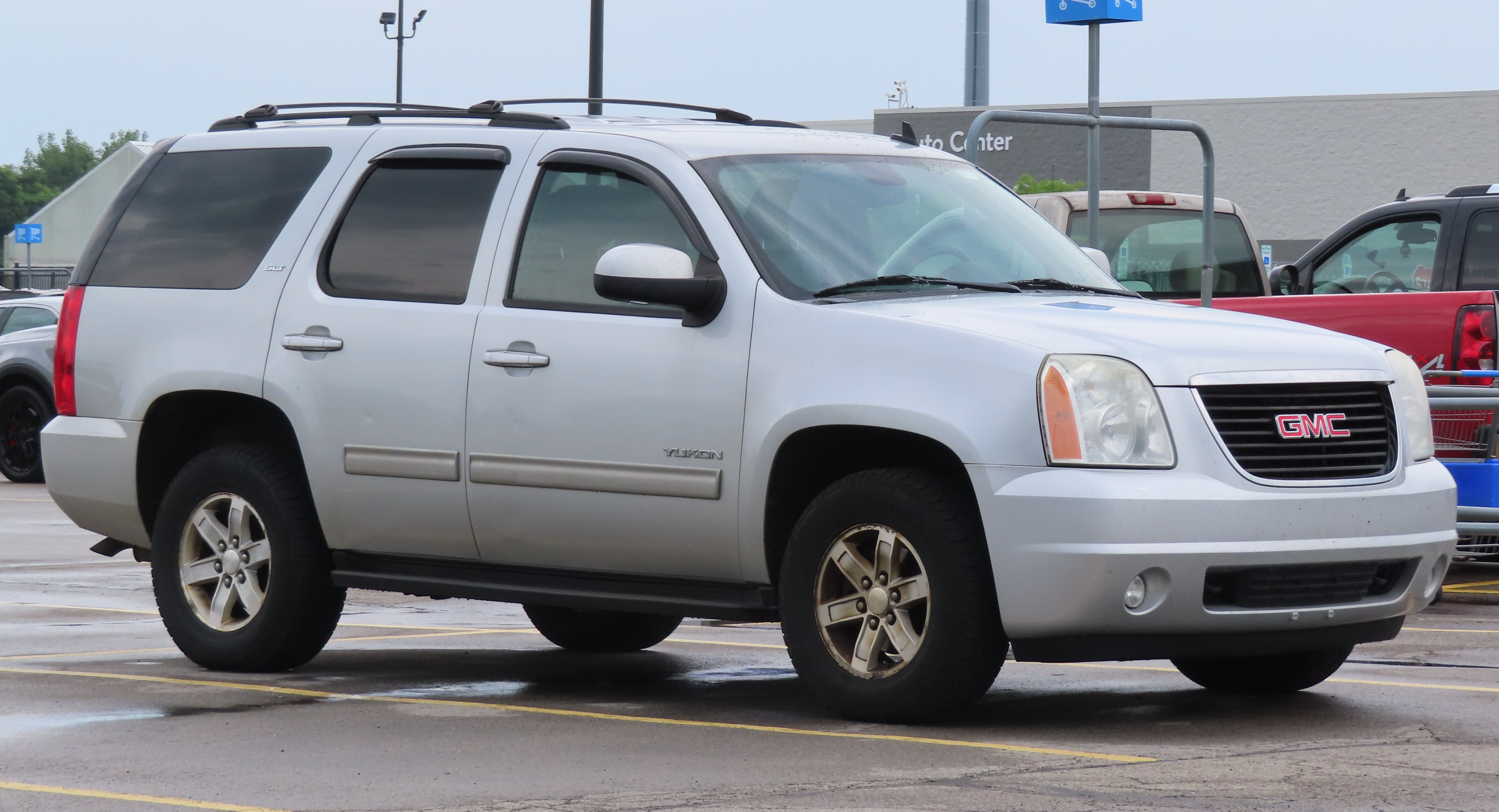
2010 GMC Yukon
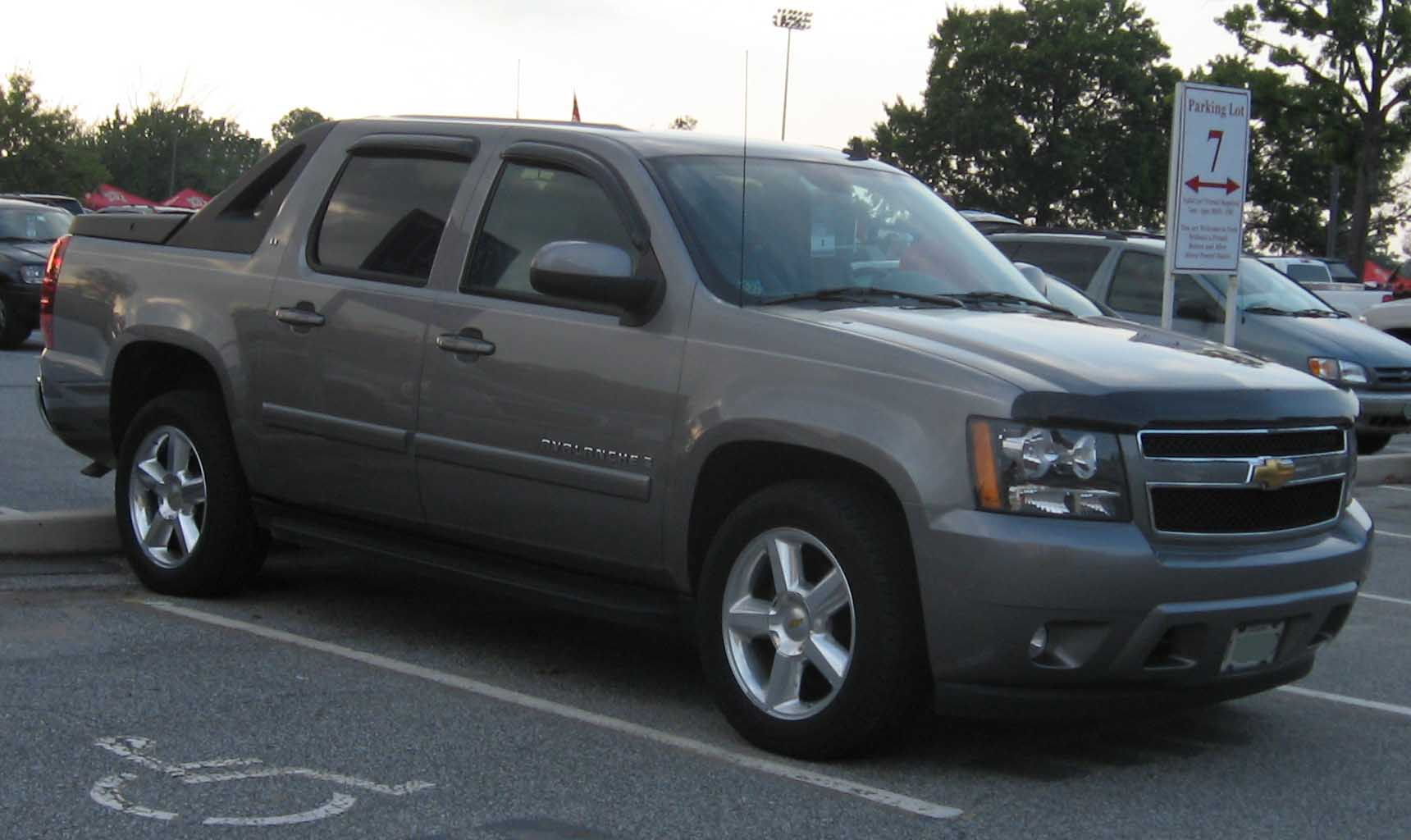
2007 Chevrolet Avalanche
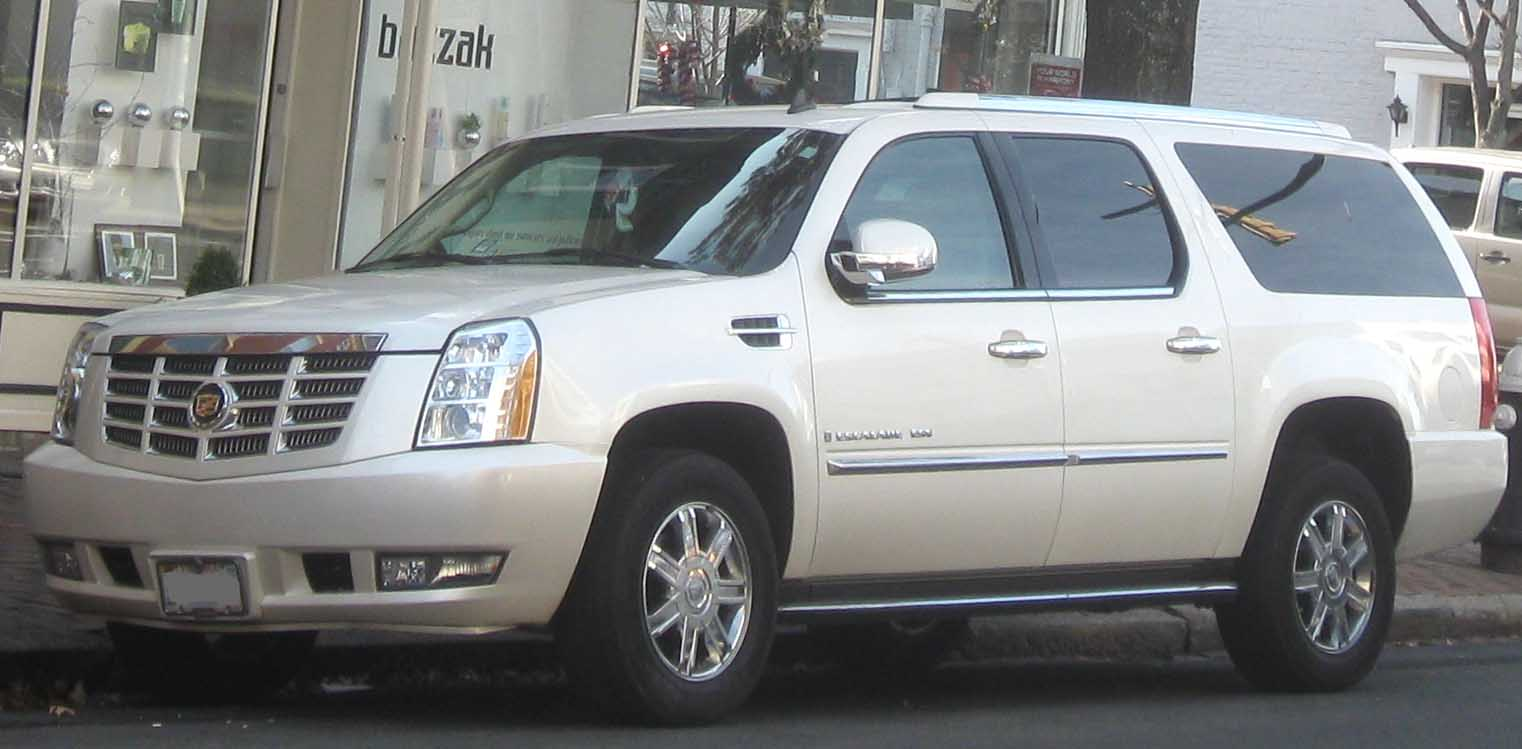
2007 Cadillac Escalade ESV
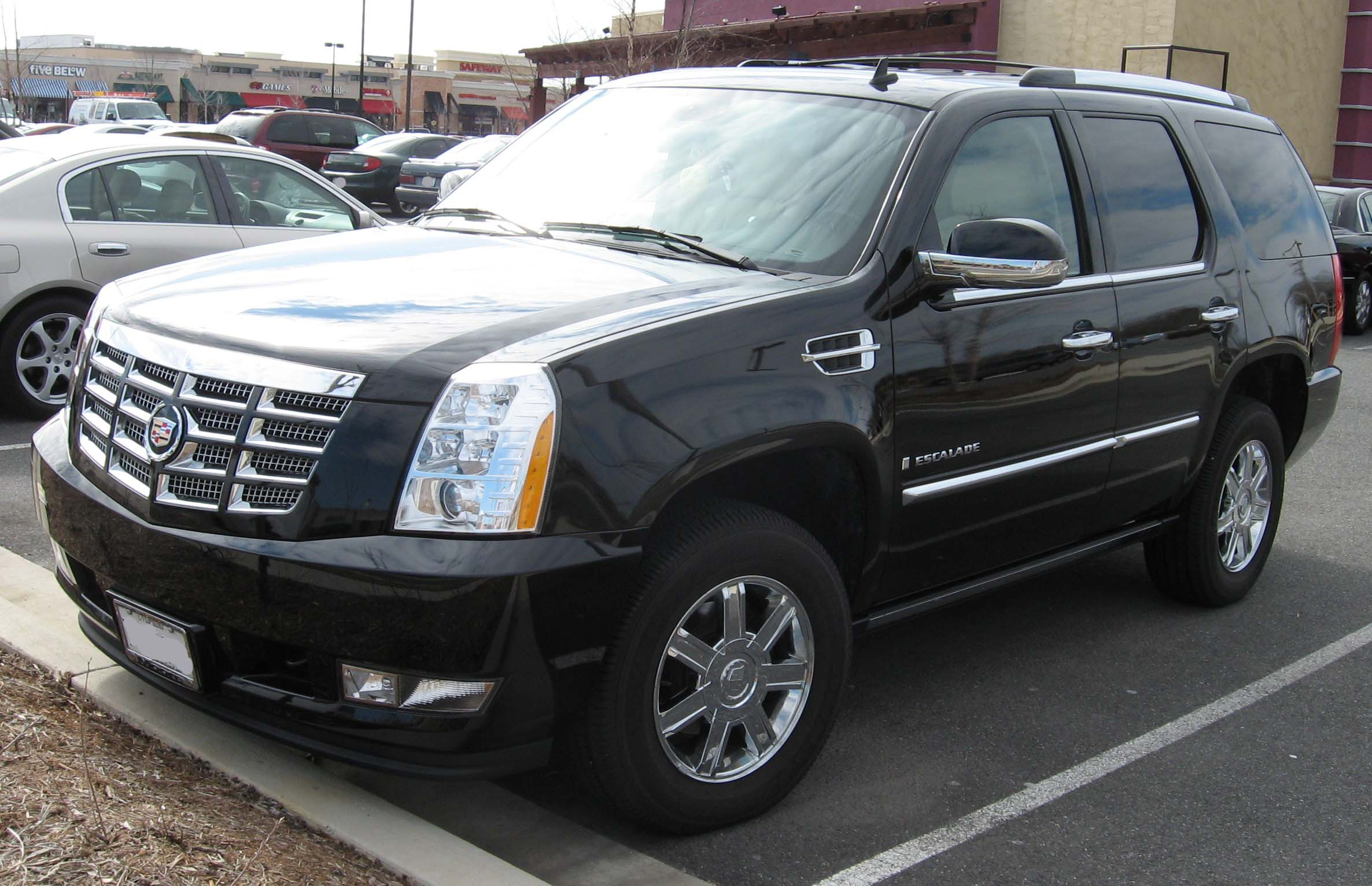
2007 Cadillac Escalade
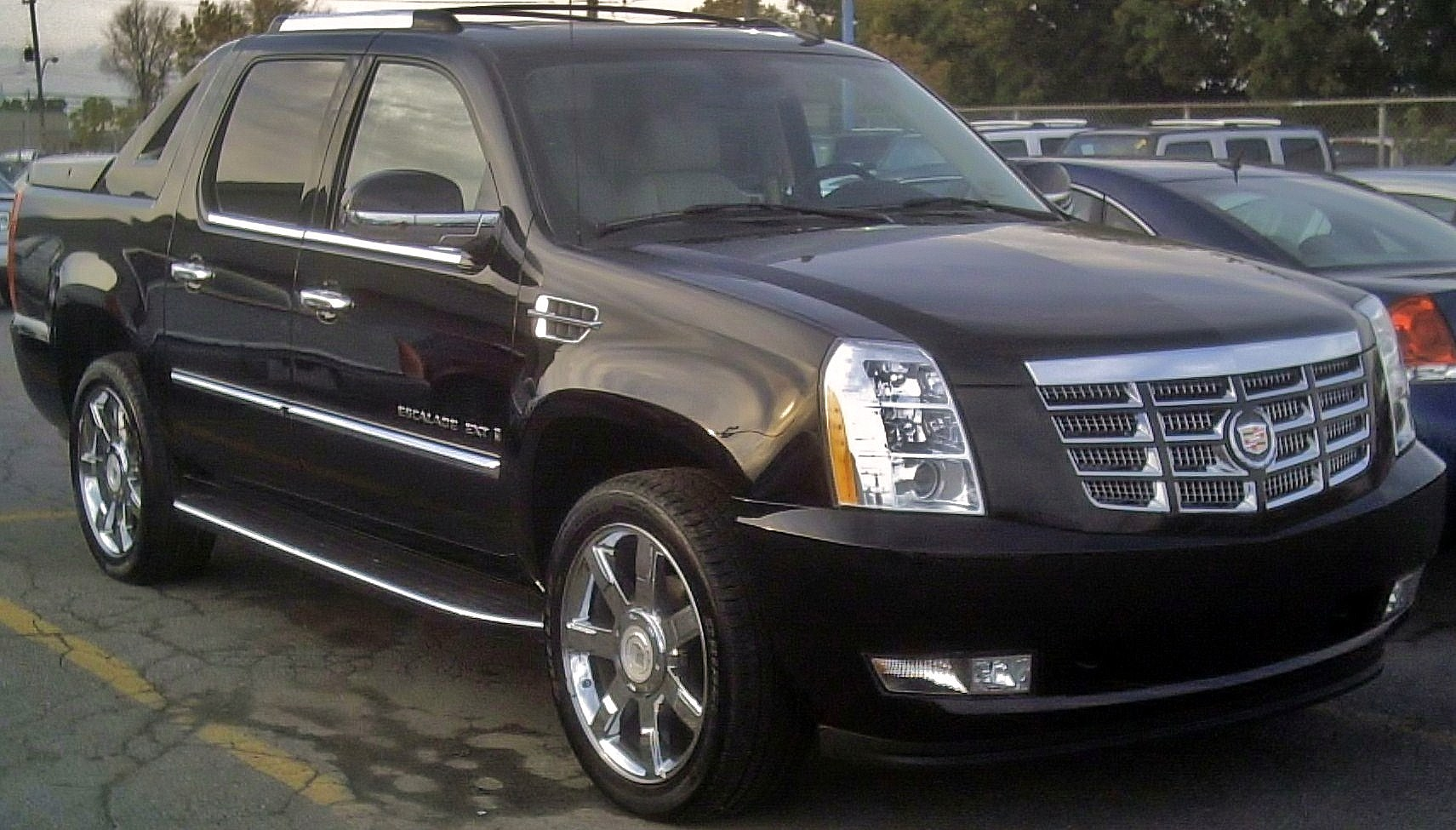
2007 Cadillac Escalade EXT
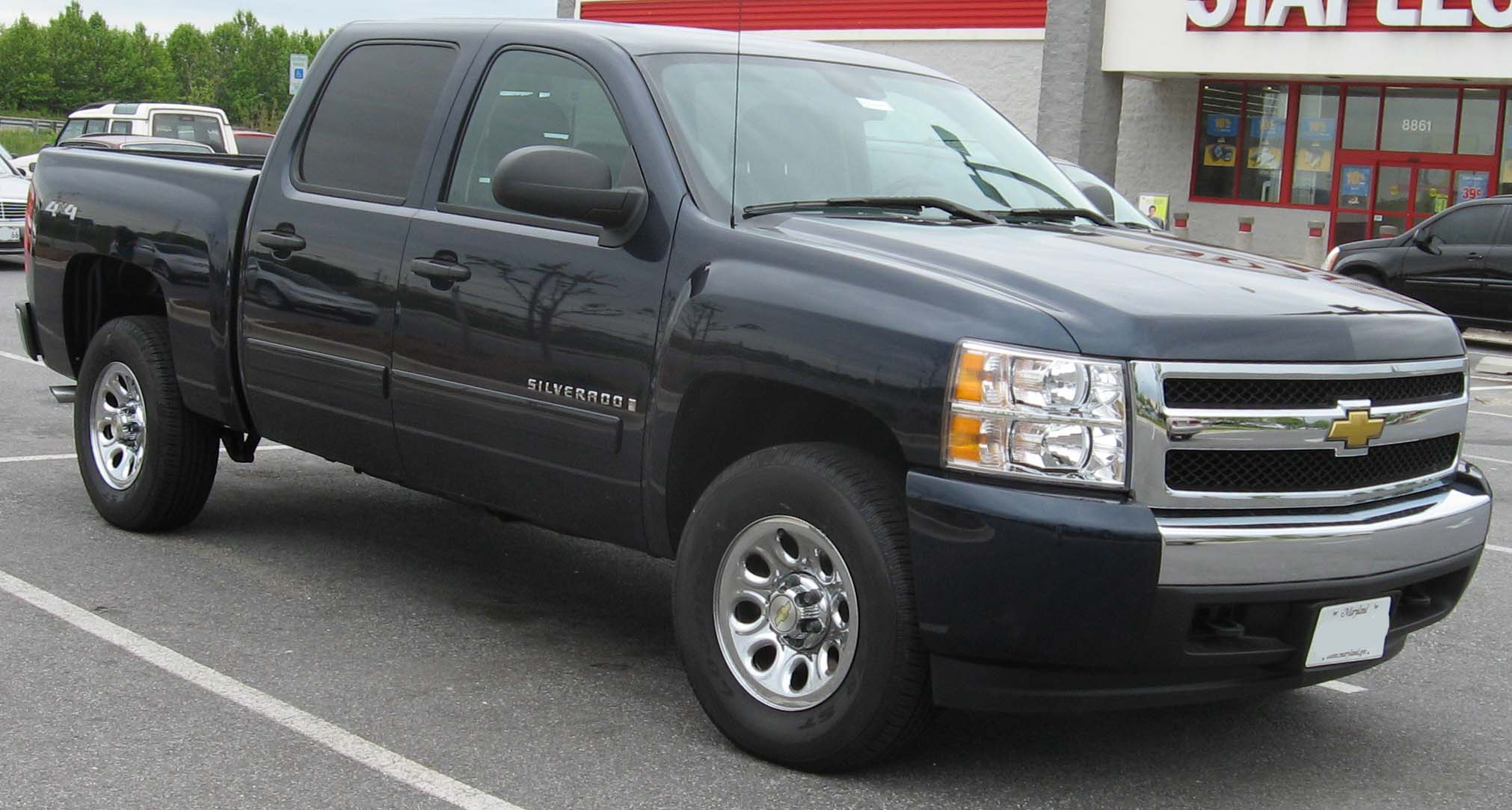
2007 Chevrolet Silverado
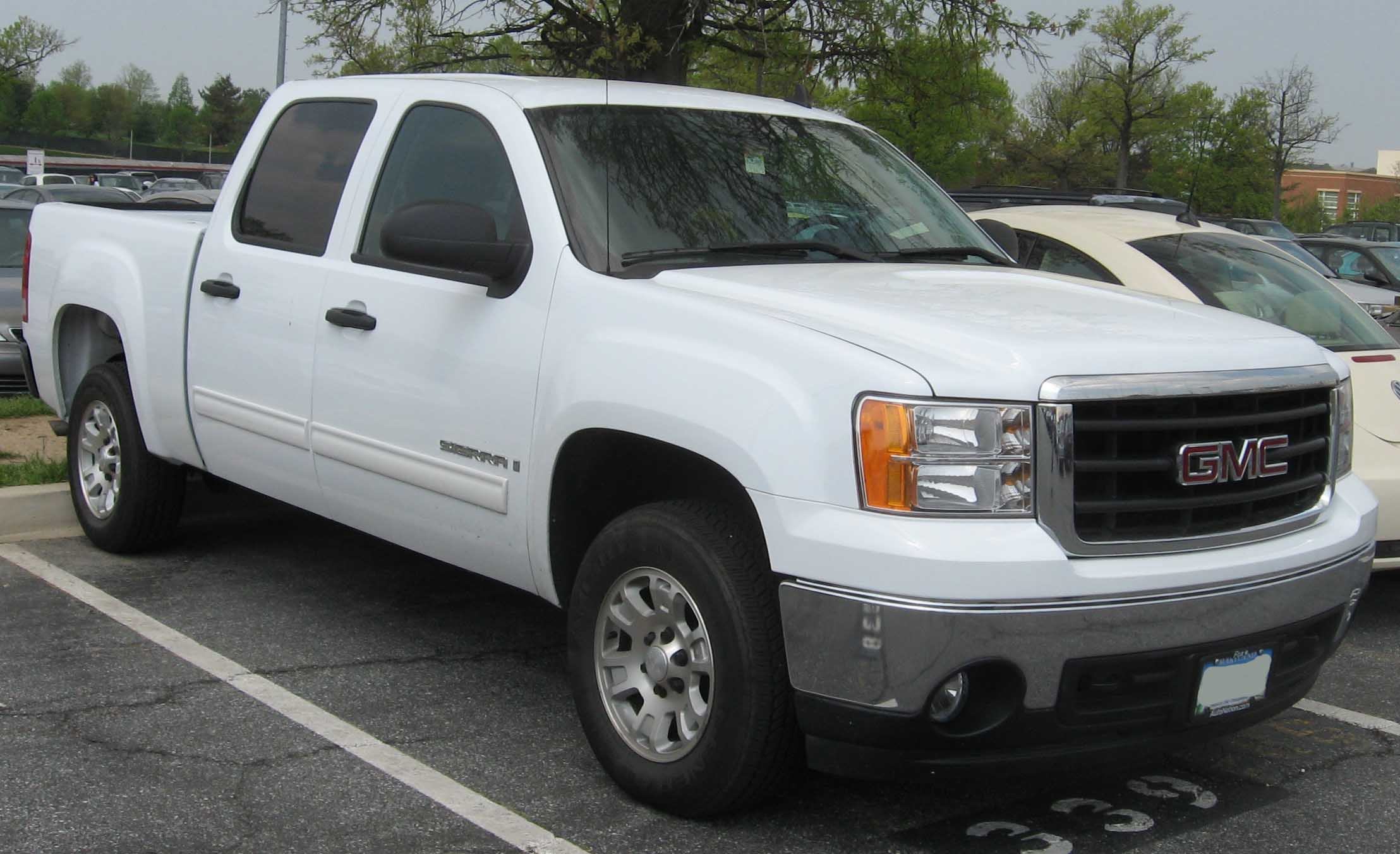
2007 GMC Sierra

| Базовая платформа | Годы производства | Модель                 | Код    |
| ----------------- | ----------------- | ---------------------- | ------ |
| GMT900            | 2007—2013         | Chevrolet Silverado    | GMT901 |
| GMT900            | 2007—2013         | GMC Sierra             | GMT902 |
| GMT910            | 2007—2014         | Chevrolet Silverado HD | GMT911 |
| GMT910            | 2007—2014         | GMC Sierra HD          | GMT912 |
| GMT920            | 2007—2014         | Chevrolet Tahoe        | GMT921 |
| GMT920            | 2007—2014         | GMC Yukon              | GMT922 |
| GMT920            | 2007—2014         | Cadillac Escalade      | GMT926 |
| GMT930            | 2007—2014         | Chevrolet Suburban     | GMT931 |
| GMT930            | 2007—2014         | GMC Yukon XL           | GMT932 |
| GMT930            | 2007—2014         | Cadillac Escalade ESV  | GMT936 |
| GMT940            | 2007—2013         | Chevrolet Avalanche    | GMT941 |
| GMT940            | 2007—2013         | Cadillac Escalade EXT  | GMT946 |